# Председнички избори на Филипинима 2022.
Председнички избори су били одржани на Филипинима 9. маја 2022. године. Према филипинском уставу из 1987. године, садашњи председник Родриго Дутерте није имао право да учествује на изборима зато што је био ограничен на један мандат, док је садашња потпредседница Лени Робредо имала право да опет учествује, али је уместо тога изабрала да се кандидује за председника. Место председника и потпредседника бирају се одвојено, тако да би два победничка кандидата могла да долазе из различитих политичких партија.
Бонгбонг Маркос и Сара Дутерте су предводили прелиминарни број гласова са 58,8% и 61,1% гласова за председника и потпредседника. Конгрес Филипина ће се састати крајем маја како би утврдили резултате и званично прогласили победника избора.

## Изборни систем
Према Уставу из 1987. године, избори се одржавају сваких шест година након 1992. године, другог понедељка у мају. Мандат садашњег председника је ограничен. Досадашњи потпредседник може се кандидовати два узастопна мандата. Већински систем гласања се користи да би се одредио победник: кандидат са највећим бројем гласова, без обзира да ли један има већину, побеђује на председничком месту.
Потпредседнички избори су одвојени и одржавају се по истим правилима. Ако два или више кандидата добију највише гласова за било коју позицију, Конгрес ће гласати између њих који ће бити председник или потпредседник, зависно од случаја. Оба победника ће служити шестогодишњи мандат који почиње у подне 30. јуна 2022. и завршава се истог дана, шест година касније.

## Кампања
Председнички кандидати су одржали своје прокламационе скупове 8. фебруара 2022. године, на почетку периода кампање за националне позиције. Пре тога, улазница Фаисала Мангондата и Карлоса Серапија имала је свој молитвени проглас током претходног викенда у Багију. Тандем Маркос и Дутерте започео је своју кампању у Филипинској Арени у Булакану. Робредо и Пангилинан одржали су свој митинг на Плаза Кезону, Наги, Робредовом родном граду, 8. фебруара.
Иско Морено и Вили Онг започели су своју кампању у Картиља нг Катипунан испред градске куће Маниле. Тандем Лаксон и Сото одржао је свој прокламациони скуп у Имусу и Кавитеу, Лаксоновом родном граду. Пакјао и Атјенца су започели своју кампању на Овал Плази у Генерал Сантосу, где је Пакјао одрастао. Тандем де Гузман и Бело су покренули своју кампању у Бантаиог нг мга Баиани у Кезон Ситију.
Ернесто Абела је имао свој прокламациони скуп у Дасмаринасу, у Кавитеу, док су тикет Монтемајор и Давид започели своју кампању у Пасају. Председник Дутерте, у својој ТВ емисији Талк то тхе Пеопле, посебно није подржао кандидата који улази у период кампање, рекавши да "у овом тренутку кажем да не подржавам никога".
Док је већина кандидата имала скупове за проглашење у матичним градовима председничког кандидата, Маркосова кампања је објаснила да су изабрали филипинску арену како би примили хиљаде својих присталица, од којих је 25.000 карата стављено на располагање. У међувремену, Лито Атјенца није успео да стигне до генерала Сантоса пошто је задобио повреду пре догађаја. Пре свог митинга, Партидо Лакас нг Маса није успела да обезбеди дозволу од Изборне комисије да га одржи у Бантаиог нг мга Баиани. Де Гузман је рекао да је недостајала документација због чега им она није дата. Скуп без дозволе је основ за дисквалификацију кандидата.
Осим наведених председничких карата, такође су наступали и други тандеми. Представник Џои Салседа се залагао за тандем "Лени–Сара" (РОСА), при чему је он подржао Робреда у њиховој кампањи у Албају, док је подржао Дутертеа следећег дана. У Минданаоу, тандем "Иско–Сара" (ИССА) је промовисан када је Морено тамо одржао предизборни скуп, где је његов кандидат Вили Онг прескочио. Моренова кампања бранила је Онгово одсуство, рекавши да би га ИССА цераде довеле у незгодну ситуацију.
До средине марта, Биро за унутрашње приходе (БИР) потврдио је извештаје да је Демократска акција, Моренова политичка странка, питала да ли су захтевали да имање Фердинанда Маркоса, Бонгбонговог оца и бившег председника, плати 3,8 милијарди долара пореске обавезе. Маркосов табор је раније рекао да је случај у парници, а сам млађи Маркос је изјавио да је "тамо умешано много лажних вести". Председничка комисија за добру управу, агенција задужена да поврати незаконито стечено богатство Маркоза, негирала је да је случај у парници, рекавши да је пресуда "још 1997. године, пресуда о пореском случају постала правоснажна". У првим ПилиПинас Дебатама 2022, Морено, Робредо, Лаксон и де Гузман позвали су наследнике старијег Маркоса, укључујући и млађег Маркоса који није присуствовао дебати, да плате порез на имовину и приход који дугују држави.
Дана 24. марта 2022. године, усред извештаја о Партидо Репорми и њеним кључним званичницима који су повукли своју подршку Лаксона и подржали другог кандидата, Лаксон је поднео оставку на место председника Партидо Репорме. Он више неће бити заставник странке, што га чини независним кандидатом, иако ће Репорма и даље бити његова странка на гласачким листићима и користиће се за одређивање доминантне странке ако победи. Председник странке Панталеон Алварез касније је најавио да ће подржати Робредову за председника. Сото остаје Репормин потпредседнички кандидат.

## Резултати

### За председника
- Од 47 од укупно 109 сертификованих области:

| Кандидат                      | Кандидат                      | Странка                                     | Гласови    | %      |
| ----------------------------- | ----------------------------- | ------------------------------------------- | ---------- | ------ |
|                               | Бонгбонг Маркос               | Савезна странка Филипина                    | 2.792.708  | 66,44  |
|                               | Лени Робредо                  | Независна                                   | 1.047.139  | 24,91  |
|                               | Иско Морено                   | Демократска акција                          | 139.179    | 3,31   |
|                               | Мани Пакјао                   | ПРОМДИ                                      | 103.105    | 2,45   |
|                               | Панфило Лаксон                | Независан                                   | 96.719     | 2,30   |
|                               | Леоди де Гузман               | Партидо Лакас нг Маса                       | 6.319      | 0,15   |
|                               | Фајсал Мангондато             | Катипунан нг Камалајанг Кајуманги           | 5.866      | 0,14   |
|                               | Хозе Монтемајор Млађи         | Демократска странка                         | 4.077      | 0,10   |
|                               | Ернесто Абела                 | Независан                                   | 4.080      | 0,10   |
|                               | Норберто Гонзалес             | Партидо Демократико Сосјалиста нг Филипинас | 3.934      | 0,09   |
| Укупно                        | Укупно                        | Укупно                                      | 4.203.126  | 100,00 |
|                               |                               |                                             |            |        |
| Важећи гласови                | Важећи гласови                | Важећи гласови                              | 4.203.126  | 98,14  |
| Неважећи/празни гласови       | Неважећи/празни гласови       | Неважећи/празни гласови                     | 79.562     | 1,86   |
| Укупни гласови                | Укупни гласови                | Укупни гласови                              | 4.282.688  | 100,00 |
| Регистровани бирачи/излазност | Регистровани бирачи/излазност | Регистровани бирачи/излазност               | 67.442.714 | 6.35   |

### За потпредседника
- Од 47 од укупно 109 сертификованих области:

| Кандидат                      | Кандидат                      | Странка                           | Гласови    | %      |
| ----------------------------- | ----------------------------- | --------------------------------- | ---------- | ------ |
|                               | Сара Дутерте                  | Лакас-ЦМД                         | 2.647.522  | 63,74  |
|                               | Франсис Пангилинан            | Либерална странка                 | 704.013    | 16,95  |
|                               | Тито Сото                     | Националистичка народна коалиција | 575.130    | 13,85  |
|                               | Вили Онг                      | Демократска акција                | 198.878    | 4,79   |
|                               | Лито Атјенза                  | ПРОМДИ                            | 9.952      | 0,24   |
|                               | Валден Бело                   | Партидо Лакас нг Маса             | 6.071      | 0,15   |
|                               | Мани Лопез                    | Лабуристичка странка              | 5.367      | 0,13   |
|                               | Карлос Серапио                | Катипунан нг Камалајанг Кајуманги | 4.201      | 0,10   |
|                               | Рицалито Давид                | Демократска странка               | 2.267      | 0,05   |
| Укупно                        | Укупно                        | Укупно                            | 4.153.401  | 100,00 |
|                               |                               |                                   |            |        |
| Важећи гласови                | Важећи гласови                | Важећи гласови                    | 4.153.401  | 96,98  |
| Неважећи/празни гласови       | Неважећи/празни гласови       | Неважећи/празни гласови           | 129,287    | 3,02   |
| Укупни гласови                | Укупни гласови                | Укупни гласови                    | 4.282.688  | 100,00 |
| Регистровани бирачи/излазност | Регистровани бирачи/излазност | Регистровани бирачи/излазност     | 67.442.714 | 6.35   |

### Прелиминарни резулати
| Кандидат                      | Кандидат                      | Странка                                     | Гласови    |
| ----------------------------- | ----------------------------- | ------------------------------------------- | ---------- |
|                               | Бонгбонг Маркос               | Савезна странка Филипина                    | 31.097.367 |
|                               | Лени Робредо                  | Независна                                   | 14.818.258 |
|                               | Мани Пакјао                   | ПРОМДИ                                      | 3.629.666  |
|                               | Иско Морено                   | Демократска акција                          | 1.899.264  |
|                               | Панфило Лаксон                | Независан                                   | 882.084    |
|                               | Фајсал Мангондато             | Катипунан нг Камалајанг Кајуманги           | 258.651    |
|                               | Ернесто Абела                 | Независан                                   | 113.223    |
|                               | Леоди де Гузман               | Партидо Лакас нг Маса                       | 92.060     |
|                               | Норберто Гонзалес             | Партидо Демократико Сосјалиста нг Филипинас | 89.084     |
|                               | Хозе Монтемајор Млађи         | Демократска странка                         | 59.937     |
|                               |                               |                                             |            |
| Регистровани бирачи/излазност | Регистровани бирачи/излазност | Регистровани бирачи/излазност               | 67.442.714 |

| Кандидат                      | Кандидат                      | Странка                           | Гласови    |
| ----------------------------- | ----------------------------- | --------------------------------- | ---------- |
|                               | Сара Дутерте                  | Лакас-ЦМД                         | 31.553.943 |
|                               | Франсис Пангилинан            | Либерална странка                 | 9.230.027  |
|                               | Тито Сото                     | Националистичка народна коалиција | 8.182.606  |
|                               | Вили Онг                      | Демократска акција                | 1.850.732  |
|                               | Лито Атјенза                  | ПРОМДИ                            | 267.492    |
|                               | Мани Лопез                    | Лабуристичка странка              | 157.867    |
|                               | Валден Бело                   | Партидо Лакас нг Маса             | 99.717     |
|                               | Карлос Серапио                | Катипунан нг Камалајанг Кајуманги | 89.911     |
|                               | Рицалито Давид                | Демократска странка               | 55.473     |
| Укупно                        | Укупно                        | Укупно                            | 4.153.401  |
|                               |                               |                                   |            |
| Важећи гласови                | Важећи гласови                | Важећи гласови                    | 4.153.401  |
| Неважећи/празни гласови       | Неважећи/празни гласови       | Неважећи/празни гласови           | 129,287    |
| Укупни гласови                | Укупни гласови                | Укупни гласови                    | 4.282.688  |
| Регистровани бирачи/излазност | Регистровани бирачи/излазност | Регистровани бирачи/излазност     | 67.442.714 |